# Paul Quinn College
Il Paul Quinn College è una delle più importanti università storicamente afroamericane, situata a Dallas, nel Texas, Stati Uniti d'America.

## Storia
Il Paul Quinn College venne fondato il 4 aprile 1872 ad Austin, in Texas. Il college venne trasferito a Waco cambiando il suo nome in Waco College, nel 1877. Nel 1880 venne rinominato in Paul Quinn College in onore del Vescovo William Paul Quinn (1788–1873).
In seguito, nel 1990, la sede venne spostata a Dallas.